# NGC 906
NGC 906 is een balkspiraalstelsel in het sterrenbeeld Andromeda. Het hemelobject werd op 30 oktober 1878 ontdekt door de Franse astronoom Édouard Jean-Marie Stephan.

## Synoniemen
- PGC 9188
- UGC 1868
- MCG 7-6-12
- ZWG 539.14
- IRAS02221+4152